# كارلوبولي
كارلوبولي (كالابريان: Garruopùlu ) هي مدينة وكومونا في مقاطعة قطنصار في منطقة قلورية، جنوب إيطاليا.